# Острандер (город, Миннесота)
Острандер (англ. Ostrander) — город в округе Филмор, штат Миннесота, США. На площади 0,9 км² (0,9 км² — суша, водоёмов нет), согласно переписи 2002 года, проживают 212 человек. Плотность населения составляет 233,3 чел./км².
- Телефонный код города — 507
- Почтовый индекс — 55961
- FIPS-код города — 27-49030[1]
- GNIS-идентификатор — 0649031[2]